# Hella Wuolijoki

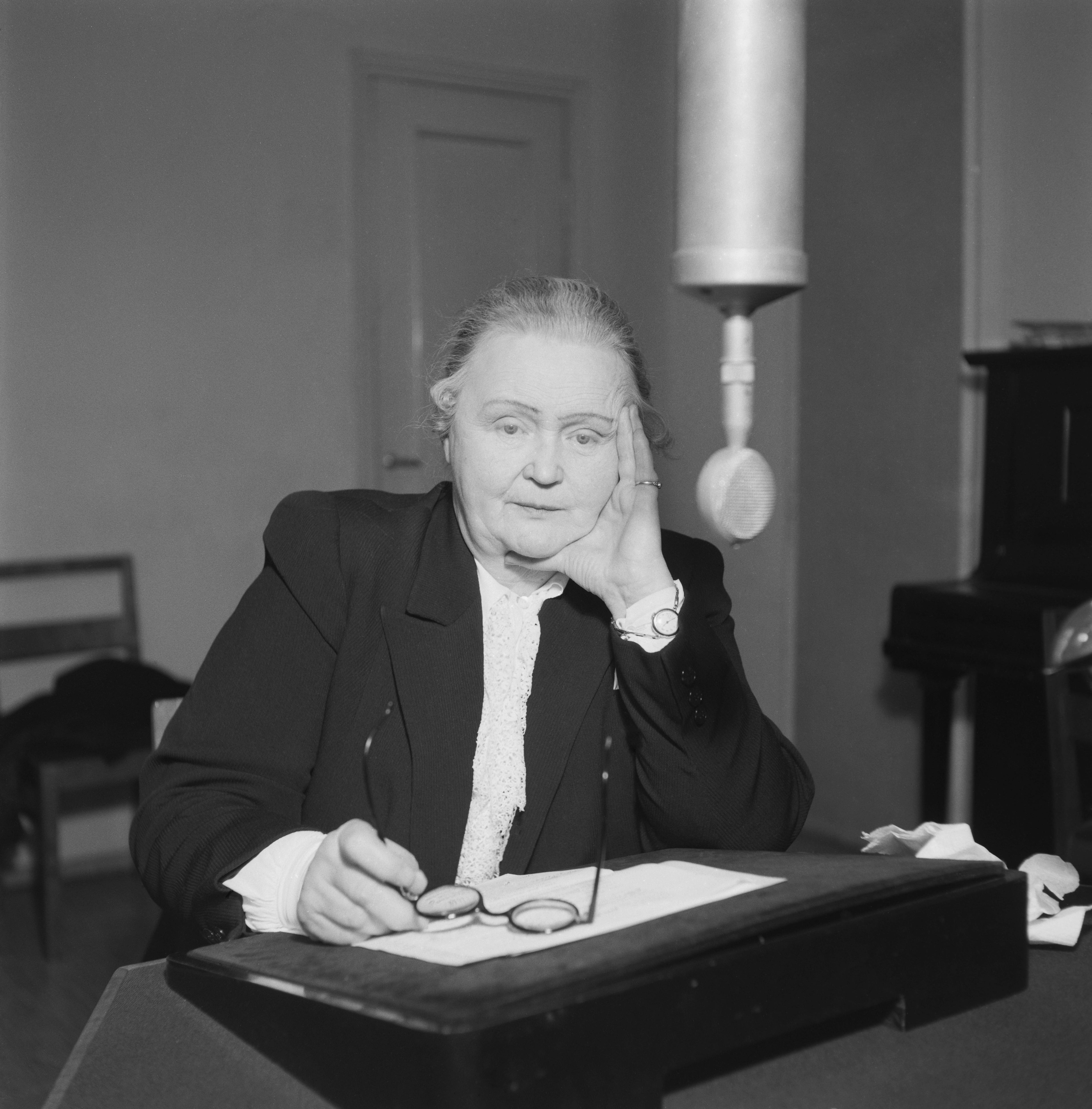
Hella Wuolijoki (1946)

Hella Wuolijoki (* 22. Juli 1886 in Helme/Livland; † 2. Februar 1954 in Helsinki) war eine estnisch-finnische Schriftstellerin.

## Estnische Jugend
Hella Wuolijoki wurde unter ihrem Geburtsnamen Ella Murrik in Gouvernement Livland geboren. Ihre Eltern waren der Gastwirtschaftsbesitzer und Kanzleibeamte Ernst Murrik und seine Frau Katariina (Kadri, geb. Kokamägi). Zu Hause wurden Deutsch und Estnisch gesprochen. 1897 zog die Familie nach Valga um. Ab 1901 besuchte Ella das angesehene Puschkin-Mädchengymnasium in Tartu und engagierte sich ab 1903 bei der von Jaan Tõnisson und der Zeitung Postimees unterstützten Bewegung gegen das russische Zarentum.

## Finnland
Ab 1904 studierte sie in Helsinki und war in der sozialistischen studentischen Bewegung aktiv. Vor allem die Revolution von 1905 hinterließ einen bleibenden Eindruck auf sie.
1908 heiratete Ella den finnischen Parlamentsabgeordneten Sulo Vuolijoki (1881–1957), einen Freund Lenins. Im selben Jahr legte Hella Wuolijoki als erste Estin ihr Examen an der Philosophischen Fakultät der Universität Helsinki ab. 1911 wurde die Tochter Vappu Illike geboren. 1923 ließ sich das Paar scheiden.
In den 1920er und 1930er Jahren arrangierte Hella Wuolijoki in ihrem Haus im südfinnischen Marlebäck einen literarisch-politischen Salon, in dem humanistische und linke Ideen diskutiert wurden. Sie war daneben als freischaffende Journalistin, Schriftstellerin und Geschäftsfrau im holzverarbeitenden Gewerbe tätig.

## Linkssozialistin
1943 wurde Hella Wuolijoki von der finnischen Polizei festgenommen. Weil sie der sowjetischen Spionin Kerttu Nuorteva Unterschlupf gewährt hatte, wurde sie zunächst zum Tode, dann zu lebenslanger Haft verurteilt, jedoch bereits 1944, nach Ende des Fortsetzungskriegs, begnadigt.
Nach dem Zweiten Weltkrieg gehörte Hella Wuolijoki 1946/47 dem finnischen Reichstag an und war Fraktionsvorsitzende der linksgerichteten Demokratischen Union des Finnischen Volkes. Von 1945 bis 1949 war sie Direktorin beim finnischen Rundfunk YLE.
1952 erhielt sie für ihre literarischen und journalistischen Verdienste die „Pro-Finlandia“-Medaille.

## Literarisches Werk
Unter anderem unter dem Pseudonym Juhani Tervapää war Hella Wuolijoki als erfolgreiche Schriftstellerin tätig. Ihre Bücher sind von starken weiblichen Charakteren geprägt. Vor allem die Fortsetzungsreihe Niskavuori wurde ein großer literarischer Erfolg. Darin wird die Geschichte einer finnischen Familie im Landhaus Niskavuori von 1880 bis 1940 erzählt.
Eine enge Freundschaft verband sie mit dem 13 Monate lang bei ihr im finnischen Exil lebenden Bertolt Brecht, mit dem sie – so wie mit Margarete Steffin – in Marlebäck gemeinsam Schriften verfasste. Brechts 1948 uraufgeführtes Theaterstück Herr Puntila und sein Knecht Matti lehnt sich mit ihrer Unterstützung stark an das von ihr geschriebene Werk „Sahanpuruprinsessa“ („Sägespäneprinzessin“) an.
2006 wurde eine Fassung des Brecht-Fragments Die Judith von Shimoda veröffentlicht, in der die fehlenden Teile durch Szenen von Wuolijoki ergänzt wurden. Beide hatten parallel an dem Stoff gearbeitet. Die so entstandene Spielfassung wurde am 11. September 2008 in Wien uraufgeführt und hatte am 20. September 2008 in Osnabrück ihre deutsche Erstaufführung.

## Wichtigste Werke
- Talulapsed (1912, estnisch)
- Udutagused (1914)
- Koidula (1932)
- Ministeri ja kommunisti (1932)
- Laki ja järjestys (1933)
- Kultuurivalssi (1935)
- Niskavuoren naiset (1936, deutsch: „Die Frauen auf Niskavuori“, 1937)
- Justiina (1937)
- Juurakon Hulda (1937)
- Niskavuoren leipä (1939)
- Niskavuoren nuori emäntä (1940)
- Enkä ollut vanki (1944)
- Koulutyttönä Tartossa (1945)
- Yliopistovuodet Helsingissä (1945)
- Kuningas hovanarrina (1945)
- Kuningas ja hovanarri (1946)
- Kummitukset ja kajavia (1947)
- Työmiehen perhe (1949/50)
- Salaperäinen sulhanen (1950)
- Niskavuoren Heta (1950)
- Entäs nyt, Niskavuori? (1953)
- Minusta tuli liikenainen (1953)

## Verfilmungen
- 1947: Die Farmerstochter (The Farmer's Daughter) – nach dem Roman „Juurakon Hulda“
- 1953: Brot vom eigenen Land (Niskavuoren heta)
- 1984: Die berühmte Niskavuori-Saga (Niskavouri)

## Privatleben
Hella Wuolijoki ist die Großmutter des finnischen Außenministers Erkki Tuomioja.